# Dondo
Dondo este un oraș în districtul Dondo, Mozambic.
| An   | Populație |
| ---- | --------- |
| 1997 | 63 757    |
| 2008 | 77 532    |